# Paxton (Massachusetts)
Paxton és una població dels Estats Units a l'estat de Massachusetts. Segons el cens del 2000 tenia 4.386 habitants.

## Demografia
Segons el cens del 2000, Paxton tenia 4.386 habitants, 1.428 habitatges, i 1.153 famílies. La densitat de població era de 115 habitants/km².
Dels 1.428 habitatges en un 36,1% hi vivien nens de menys de 18 anys, en un 72,1% hi vivien parelles casades, en un 6% dones solteres, i en un 19,2% no eren unitats familiars. En el 15,7% dels habitatges hi vivien persones soles el 8,3% de les quals corresponia a persones de 65 anys o més que vivien soles. El nombre mitjà de persones vivint en cada habitatge era de 2,79 i el nombre mitjà de persones que vivien en cada família era de 3,13.
Per edats la població es repartia de la següent manera: un 23,9% tenia menys de 18 anys, un 13,6% entre 18 i 24, un 23,9% entre 25 i 44, un 24% de 45 a 60 i un 14,6% 65 anys o més.
L'edat mediana era de 38 anys. Per cada 100 dones de 18 o més anys hi havia 87 homes.
La renda mediana per habitatge era de 72.039 $ i la renda mediana per família de 80.498$. Els homes tenien una renda mediana de 51.694 $ mentre que les dones 38.409$. La renda per capita de la població era de 29.573$. Cap de les famílies i l'1,8% de la població estaven per davall del llindar de pobresa.